# 小行星5192
小行星5192（英語：5192 Yabuki）是一颗围绕太阳公转的小行星。1991年2月4日，T. Fujii、渡邊和郎在北见发现了此天体。
这颗小行星的绝对星等为303.03300等。